# Sankt Ulrich bei Steyr
Sankt Ulrich bei Steyr è un comune austriaco di 3 010 abitanti nel distretto di Steyr-Land, in Alta Austria.